# Critó (metge segle III aC)
Critó (Criton, Kríton Κρίτων) fou un metge grec que pertanyia a la secta dels empírics i és esmentat per Galè. Va viure als segle IV i III aC.